# Жалпакталский сельский округ
Жалпакталский сельский округ — административно-территориальное образование в Казталовском районе Западно-Казахстанской области.

## Административное устройство
1. село Жалпактал
2. село Кулак